# The Day of the Doctor
"The Day of the Doctor" (KBS 방영 제목: <닥터의 날>)은 영국의 공상과학 드라마 《닥터 후》의 50주년을 기념하는 스페셜 에피소드이다. 각본은 페이스 페네일과 함께 총괄 프로듀서직을 책임지고 있는 스티븐 모팻이 맡았다.  영국에서는 2013년 11월 23일 BBC One에서 일반 방송과 3D 방송으로 방영되었다. 대한민국을 비롯한 전세계 94개국에 동시 방송되었으며, 일부 국가에서는 3D 극장판도 동시에 개봉하였다. 이 에피소드로 《닥터 후》는 세계에서 가장 오랫동안 동시 방송된 TV 드라마로 기네스북 기록에 올랐으며 2014년 영국 아카데미 텔레비전상에서 《라디오 타임스》 구독자상 부문을 수상했다.
총 77분 분량에 달하는 이 에피소드에서는 시간 전쟁의 마지막 날을 다루고 있다. 전쟁 한복판에서 워 닥터 (존 허트 분)가 이 모든 파멸을 끝내기 위해 달렉 종족과 자신의 종족인 타임 로드 모두를 말살하기로 결심한다. 이와 동시에 현재에서는 준군사조직 UNIT이 외계인의 침공을 막기 위해 런던 전체를 파괴하는 쪽을 택하려 한다. 세 닥터는 자신의 내력을 뒤집고 마음을 바꿔 달라는 클라라 오스왈드의 간청에 따른다. 시간 전쟁의 마지막 순간으로 돌아가서 전쟁으로 황폐화된 고향 행성을 없애버리지 않고 대신 시공간 속에 숨기게 된다. 그러나 이 선택으로 시간이 일그러지면서 과거의 닥터들은 자신 스스로가 바꿔놓은 선택을 기억하지 못하게 된다.
에피소드에서는 맷 스미스가 11대 닥터로, 제나 콜먼이 닥터의 동행자인 클라라 오스월드로 출연하였다. 또 데이비드 테넌트가 10대 닥터 역으로 다시 귀환했고, 빌리 파이퍼는 모멘트라는 이름을 가진 최후의 날 무기의 자아 역으로 등장하되 원래 맡았던 등장 인물인 로즈 타일러의 모습을 지켰다. 모멘트의 자아는 보이지도 들리지도 않지만 워 닥터 (존 허트)에게만은 예외로 모습을 드러낸다. 그 외의 등장 인물로는 12대 닥터 (피터 카팔디)가 있었는데 방영 당시에는 아직 공식적인 합류를 한 것이 아니었기에 아주 짧게만 출연했으며, 바로 다음 에피소드인 "The Time of the Doctor"에서 맷 스미스의 뒤를 이어 비로소 닥터로 나서게 되었다, 또한 톰 베이커가 4대 닥터 역으로 깜짝 출연하였는데 70대 노인의 모습이었다. 조연으로는 엘리자베스 1세 여왕 역의 조안나 페이지와 1970년대 주연 등장인물이었던 레스브리지스튜어트 준장의 딸인 케이트 스튜어트 역의 젬마 레드그레이브가 있었다. 여기에 달렉과 자이곤이 돌아온 에피소드이기도 했는데, 자이곤은 올드 시즌의 에피소드인 〈Terror of the Zygons〉 (1975)에서만 등장했던 올드 시즌 시절의 변신 외계 생명체였다.
"The Day of the Doctor"는 《닥터 후》의 50주년을 기념하는 에피소드였던 만큼, 그간 드라마에서 비춰져 왔던 수백 가지의 컨셉들이 직접 들어가거나 에둘러 언급되었다. 이 에피소드를 두고 닥터 후의 프로듀서인 마커스 윌슨은 "팬들을 향한 러브 레터"로, BBC One 채널 총괄자 대니 코헨은 "대사건으로 남을 드라마"라고 말했다.

## 미니 에피소드
본 에피소드에 앞서 스티븐 모팻이 각본을 맡은 두 개의 미니 에피소드가 존재한다. 바로 "The Night of the Doctor" (2013년 11월 14일)와 "The Last Day" (2013년 11월 21일 공개)로, "The Day of the Doctor"의 방영을 앞두고 공개되었다. 두 에피소드에서는 닥터의 종족인 타임 로드와 닥터의 적인 달렉 사이에 벌어진 시간 전쟁 동안에 일어난 일련의 사건들을 다루고 있다.
먼저 "The Night of the Doctor"에서는 폴 맥갠이 1996년 TV판 영화와 빅 피니시 오디오 드라마 출연 이후 처음으로 자신의 배역인 8대 닥터로 귀환했다. 에피소드에서 8대 닥터는 시간 전쟁이 벌어지는 와중에도 양심에 따라 병역을 거부하던 상태에서 땅으로 추락하는 어느 우주선의 여성 승무원을 타디스로 구출하려 한다. 그러나 자신을 구해주려는 사람이 타임 로드임을 알게 된 그녀는 타임 로드와는 같이하지 않겠다는 원칙에 따라 닥터와 함께하길 거부하고 죽음을 택한다. 그녀와 닥터는 칸 행성에 우주선이 충돌하면서 죽음에 이른다. 닥터는 칸의 자매 (1976년 에피소드 <The Brain of Morbius>에서 불로장생의 묘약을 비밀스럽게 다루는 자매들로 등장)의 도움으로 일시적으로 부활하고, 칸의 자매는 닥터에게 재생성을 통제하는 물약을 주고 마실 것인지 선택하라면서, 시간 전쟁을 끝내 달라고 설득한다. 닥터는 결국 모든 현실이 위기에 처해 있고 온 우주가 "종말에 다다른" 이 상황에서 닥터로 남아있을 이유는 없다는 것을 마지못해 받아들이고, 물약을 마시는 쪽을 택한다. 그리고 재생성을 통해 지금까지 알려지지 않았던 "전사"로서의 닥터로 변한다 (여기서부터 이름은 '워 닥터'이며 존 허트가 연기).
"The Last Day"에서는 자기 머리에 카메라를 단 어느 갈리프레이 병사의 1인칭 시점으로 진행된다. 갈리프레이 제2의 도시 아카디아에서 달렉들을 스캔한 병사들은, 이곳 아카디아가 난공불락의 방어막으로 둘러싸여 있어 갈리프레이에서 가장 안전한 곳이라고 굳게 믿는다. 그렇게 군인들은 훈련에 임하던 도중 하늘에서 흐릿한 물체를 발견하는데, 놀랍게도 진입 침공에 성공한 달렉들의 선두 함대였다. 그 함대는 군인들을 모조리 사살한다. 이 '아카디아의 함락'은 시간 전쟁의 핵심 전투로, "The Day of the Doctor"의 중심 배경을 둘러싸고 있기도 하다.

## 줄거리
타디스에 타고 있던 11대 닥터와 클라라 오즈왈드는 케이트 스튜어트가 이끄는 군사조직 UNIT에 의해 트라팔가 광장으로 가게 된다. 케이트는 닥터에게 엘리자베스 1세 여왕의 어명을 전달하는데 닥터를 내셔널 갤러리에 위치한 비밀 지하 갤러리의 큐레이터로 임명한다는 내용이었다. 엘리자베스 여왕의 편지가 정확한지 입증하기 위하여 닥터에게 타임 로드의 정지 큐브를 이용해 그린 3차원 그림이 공개되는데, 갈리프레이의 제2도시 아카디아가 함락당하는 풍경을 묘사한 그림이었다. 닥터는 또다른 정지큐브 그림들을 둘러보는데 이번에는 그림 안쪽으로부터 유리가 깨져 있었고, 이전에는 그림 안에 그려져 있던 물체가 지금은 사라져 있었다. 그림을 검증하던 도중 갑자기 시공간의 틈이 일행 앞에 열리고 뭔가가 기억난 닥터는 그 안으로 뛰어 들어간다.
타임 로드와 달렉이 치열하게 싸우는 시간 전쟁의 한복판에서, 그전까지 알려지지 않았던 모습의 닥터인 워 닥터는 양쪽을 완전히 없애 전쟁을 끝내기 위하여 모멘트란 이름의 고대의 무기를 가동시키기로 마음먹는다. 자아를 가지고 있는 모멘트는 스스로를 로즈 타일러의 모습으로 바꾸어 닥터 앞에 나타난다. 모멘트는 닥터에게 시간 전쟁을 끝내는 데 대량 학살이 최선의 선택일까라는 질문을 던지고, 닥터가 그쪽을 택할 때에 받을 벌을 일러두는데, 닥터만 살아남고 나머지 타임 로드들은 모두 죽는다는 것이었다. 모멘트는 닥터에게 오늘의 선택이 앞으로 닥터를 어떻게 바꿔놓을지를 보여주는 기회를 주고, 10대 닥터와 11대 닥터를 연결하는 시간의 틈을 연다. 1562년 잉글랜드에서 자이곤을 쫓고 있던 10대 닥터. 11대 닥터와 워 닥터가 같은 곳으로 넘어오고 셋은 한자리에서 재회한다. 그리고 자이곤이 엘리자베스 여왕으로 둔갑했다는 사실을 밝혀내지만, 여왕은 세 닥터를 체포하여 런던 탑에 가둬놓는다.
그러는 사이 UNIT의 블랙 아카이브에서, 클라라는 엘리자베스 시대의 잉글랜드에 있던 자이곤들이 지하 갤러리의 3차원 그림 속에 들어가, 2013년으로 나와서 UNIT 대원들의 형상을 취해 UNIT의 무기와 기술을 이용하려 한다는 사실을 알게 된다. 세 닥터가 감옥에 갇혀 있는 동안 모멘트는 워 닥터에게, 갈리프레이를 파괴할지 결정하기 전에 답해야 할 질문들을 나머지 두 닥터에게 해보라고 권한다. 워 닥터의 시작으로 팽팽한 말싸움을 벌인 세 닥터는, 모습은 다르지만 본질은 같다는 말을 통해 셋의 소닉 스크류드라이버를 이용한 탈출 계획을 생각해 낸다. 문을 열고 나가려다 진짜 엘리자베스 여왕을 알현하게 된 닥터들은 여왕으로부터 자이곤의 지구 침략 계획을 전해듣는다. 케이트 스튜어트 역시 자이곤의 계획을 알아채고선 자이곤들과 함께 스스로 블랙 아카이브에 갇히고, 자료실 지하에 묻힌 핵탄두를 폭파시킬 카운트다운을 개시한다. 세 닥터는 블랙 아카이브에 타디스를 착륙시키지 못하게 되자 그 대신에 정지 큐브 기술을 써서 블랙 아카이브로 옮겨진 그림 속으로 들어가고, 그 그림 속에서 빠져나와 현대의 런던으로 돌아온다. 상황을 파악한 10대와 11대 닥터는 자료실에 있는 기억상실 장치를 통해, UNIT 대원들과 자이곤들이 일시적으로 누가 누군지 구분하지 못하게 만든다. 카운트다운이 끝나려는 순간 가짜 케이트와 진짜 케이트가 동시에 카운트다운을 멈추고, 어느 누구도 더 이상 한쪽 편으로 치우치지 않게 되었으므로 자이곤과 인간은 완벽한 평화 조약을 맺기 위한 협상에 나선다.
모멘트를 폭파시키는 것이 장기적인 면에서 더 많은 생명을 살릴 수 있음을 비로소 확신한 워 닥터는 모멘트에 의해 자신의 시간대로 돌아간다. 다른 두 닥터는 워 닥터를 도와 부담을 덜어주기 위해 타디스를 타고 그를 따라가 내린다. 그러나 클라라가 '닥터'라는 이름을 선택하고, 그것을 위해 살아온 것을 되새겨 달라고 하자 닥터들은 다른 해결책을 떠올려 낸다. 그 해결책이란 바로 정지 기술을 이용하여 갈리프레이 행성 전체를 단 한순간에 시간 속으로 얼리는 것으로, 이렇게 된다면 갈리프레이는 '막 우주'(Pocket Universe)에 보존될 수 있다. 갈리프레이가 사라지면 갈리프레이를 포위하던 달렉 함대들은 십자 포화 속에서 피하지도 못한 채 스스로를 모두 없애 버리고, 그 결과 타임 로드와 달렉이 모두 사라지는 것으로 되는 것이다. 세 닥터는 타임 로드들에게 자신들의 계획을 알리고, 1대부터 지금까지의 모든 닥터, 그리고 누군지 모를 미래의 닥터까지 모여 총 13대의 타디스가 갈리프레이 주변을 돌며 수백 년간의 계산에 나선다. 그렇게 갈리프레이는 밝은 빛을 내뿜으며 우주에서 사라진다.

"나에겐 새 목적지가 생겼다. 내 여정은 당신들과 같을 것이다. 모든 이의 여정과. 수많은 생애가 지나갔지만 마침내 내가 어디로 가는지 알았다.
내가 늘 달려가고 있었던 곳, 고향이다. 먼 길을 돌아, 마침내."

계획이 성공했는지는 모르지만 어쨌든 지하 갤러리로 돌아온 세 닥터와 클라라. 워 닥터는 실패했더라도 옳은 일을 하려다 실패한 거라며 만족하다가, 그는 물론 10대 닥터도 지금까지 무슨 일이 벌어졌는지 기억하지 못하며 앞으로 계속 죄책감을 떠맡고 살아가야 한다는 사실을 깨닫는다. 그래도 이 순간만큼은 자신도 닥터라며 자부한 워 닥터는 타디스에 올라 떠나고, 10대 닥터 역시 타디스에 오르려다 11대 닥터로부터 자신이 트렌잘로어로 가야 한다는 고백을 듣는다. 이제 홀로 남은 11대 닥터는 은퇴하고 나서 박물관의 큐레이터나 될까 하는 사색에 잠기다가, 그 박물관의 진짜 큐레이터를 마주한다. 두 사람이 이야기를 나누던 중 큐레이터가 그림의 원래 제목을 밝히는데, 'No More' (이제 그만)도 'Gallifrey Falls' (갈리프레이의 멸망)도 아닌 'Gallifrey Falls No More' (갈리프레이의 멸망은 이제 그만)이었다.
그 그림이 갈리프레이에서 만들어져 전해졌음을 확신하게 된 닥터. 마지막 씬에서 평소 되풀이되며 꾸는 꿈을 언급하는데, 자신과 이전 생애의 모습들이 다같이 갈리프레이를 우러러보는 꿈속 장면과 함께, 이제는 집으로 갈 것이라고 말한다.

### 다른 에피소드와의 연관성
드라마 50주년을 기념한 에피소드이기 때문에 이전까지의 에피소드에 나왔던 요소들이 다수 등장한다. 맨 처음 시작할 때 쓰인 타이틀 장면과 테마는 1963년 드라마 첫방영 때에 쓰인 것과 같다. 이후로는 《닥터 후》 올드 시즌 최초의 에피소드였던 〈An Unearthly Child〉을 인용한 부분이 많다. 그 에피소드의 첫 장면을 상기시키듯, 경찰관 한 명이 지나가고 I.M 포어먼이라 쓰여진 표지판이 보이는데, 이곳은 당시 에피소드에서 타디스가 착륙해 있던 고철상 자리다. 또 처음 2초간은 흑백으로 되어 있는데, 이번 에피소드 전에 방영된 가장 마지막 멀티 닥터 에피소드인 〈The Two Doctors〉에서 쓰였던 기법이기도 하다. 이후 콜 힐 스쿨이 등장하는데 앞서 말한 첫번째 에피소드에서 닥터의 손녀 수전 포어맨이 닥터와 함께 1963년의 지구로 와서 다녔던 학교이며, 〈Remembrance of the Daleks〉(1988)에서도 주무대로 등장했던 곳이다. 학교 표지판에는 지금 이사장이 이언 체스터턴인 것으로 쓰여져 있는데, 1대 닥터의 첫 동행자 세 명 중 한명으로 동일 학교의 과학 선생님으로 등장했다. 그 밑에 지금 교장으로 쓰여져 있는 W. 코번이라는 이름은 〈An Unearthly Child〉의 감독과 각본을 맡은 워리스 후세인과 앤서니 코번을 가리키는 말이다. 클라라는 "The Bells of Saint John"에서 등장했던 11대 닥터의 반중력 오토바이를 타고 오후 5시 16분에 콜 힐 스쿨을 빠져나오는데, 이 5시 16분은 〈An Unearthly Child〉가 처음으로 BBC TV를 통해 첫 방송된 시각이다 (GMT 기준으로 1963년 11월 23일에 원래 예정된 오후 5시 15분에서 1분 20여초 지나 시작).
UNIT이 타디스를 낚아채갈때 헬리콥터에서 UNIT을 호출할 때 쓰는 콜사인은 '그레이하운드 리더'인데, 닥터 후의 주요 등장인물인 브리게더 레스브리지스튜어트 준장을 가리키는 말로, 그 준장의 딸인 케이트는 이제 UNIT 사령관으로서 아버지와 같은 자리에 오른 것으로 설정되어 있다. 3대 닥터 시절에 중심 인물로 활약한 레스브리지스튜어트 준장은 2대 닥터 시절 〈The Web of Fear〉에서 처음 등장해 7대 닥터 시절 〈Battlefield〉까지 나왔으며 (이 사실도 작중에서 언급), 브리게더 준장이라는 인상은 닥터의 수많은 동행자의 모습과 나란히 할 정도로 대표적이다. 한편 3대 닥터의 활동 무대가 1970년대인지 1980년대인지를 두고 생긴 UNIT 연대측정 논란도 작중 케이트 스튜어트의 대화에서 살짝 드러나는데, 자료를 찾아달라면서 "70년대 아니면 80년대 자료에 있을 거야"라고 언급한다.
10대 닥터의 무대도 많이 등장했다. "The Shakespeare Code"와 〈The End of Time〉에서 언급되고 지나간 10대 닥터와 엘리자베스 1세와의 결혼이 마침내 묘사됐다. 또 10대 닥터가 "Doomsday"에서 말했던 아카디아의 함락도 직접 등장한다. 세 닥터를 만나 병사들에게 포위된 11대 닥터가 이 상황을 두고 클라라에게 '타이미 와이미한 일이야'라고 전하자 10대 닥터는 "어디서 주워들은 말인지 모르겠네"라고 하는데, 사실은 "Blink"에서 10대 닥터가 처음으로 썼던 말이다. 일을 마치고 떠나려다 11대 닥터의 최후 목적지가 트렌잘로어임을 전해들은 10대 닥터는 "난 가고싶지 않아 (I don't want to go)"라고 평하는데 〈The End of Time〉에서 10대 닥터가 내뱉은 마지막 말이기도 하다. 때문에 11대 닥터는 10대가 타디스를 타고 떠나자 클라라에게 "쟨 항상 저래"라고 일러둔다. 모멘트 장치는 〈The End of Time〉에서 처음으로 언급되지만 이번 에피소드만큼 깊숙히 밝혀지지는 않았다. 모멘트는 배드 울프의 형상을 취하면서, 전지전능하며 타임 볼텍스 자체를 인간화시킨 것처럼 묘사되는데, 이는 첫번째 시리즈 마지막화 "The Parting of the Ways"에서 로즈 타일러가 타임 볼텍스를 흡수하면서 보여줬던 모습이기도 하다. 마지막으로 협상 도중에 케이트로 위장한 자이곤이 "The Christmas Invasion"에서 나왔던 시코락스를 언급하기도 한다.
UNIT이 외계 가공품들을 자체 수집해 놓은 블랙 아카이브에는 닥터의 수많은 동행자 사진들도 모아놓았다. 이와 더불어 "The Time of Angels"/"Flesh and Stone"에서 나왔던 리버 송의 하이힐, 두번째 시리즈 마지막화 "Doomsday"에서 나온 자석, 네번째 시리즈 마지막화 "The Stolen Earth"/"Journey's End"에서 나왔던 수프림 달렉의 머리, "Daleks in Manhattan"/"Evolution of the Daleks"에서 나온 달렉 토미 건,〈The End of Time〉에서 마스터와 닥터가 모두 묶여있었던 의자, 그리고 사이버맨 머리 등이 아카이브 내에 소장되어 있다. 아카이브에 있던 볼텍스 조정기는 9대 닥터의 동행자이자 10대 닥터와 여러번 다녔던 캡틴 잭 하크니스가 UNIT에게 기부한 것이다. 블랙 아카이브는 사라 제인 어드벤처 두번째 시리즈의 마지막화 "Enemy of the Bane"에서도 등장한 적이 있다.
그외에도 닥터가 여럿이 등장했던 이전의 멀티 닥터 특집 에피소드, 〈The Three Doctors〉와 〈The Five Doctors〉에 대한 언급도 많았다. 11대 닥터가 10대 닥터의 신발과 워 닥터의 나이를 "운동화와 할아버지"라고 놀리는데, 1대 닥터가 〈The Three Doctors〉에서 나머지 두 닥터를 "멋부림쟁이와 광대"라고 불렀던 것을 되살린 것이다 (워 닥터가 자신의 미래 모습을 보고 처음에 믿지 못하겠다는 반응을 보인 것도 이 순간에서 따옴). 마찬가지로 작중에서 타임 로드가 "차라리 아까가 더 나았어. 모두 열둘이라니."라고 말하는 것도 〈The Three Doctors〉에서 브리게더 준장이 한 대사인 "모두 셋이라고? 차라리 한 명일 때가 나았군 (Three of them, eh? I didn't know when I was well off)"에서 따온 것이다. 여기서 브리게더 준장이 하는 이후 대화는, "The Day of the Doctor"에서 닥터가 다른 공간으로 넘어가자 케이트가 코드명 '크로머' 사건을 알아보라고 요청하는 부분에 암시되어 있는데 이야기 초반 다른 우주로 전송되고 나서도 브리게더 준장이 이 부근이 노퍽 해안가 마을일 것이라고 믿는 부분이다. 〈The Five Doctors〉에서 1대 닥터가 한 대사도 10대 닥터가 11대 닥터에게 하는 말 끝부분에 다시 쓰이는데, 바로 "내 미래가 안전한 손에 맡겨져 있어 다행이야"라는 대사다 (원래 에피소드에서 1대가 5대에게 했을 때는 '어쨌든'이란 말로 시작한다). 워 닥터가 등장하자 클라라가 "닥터가 셋이 됐어요"라고 말하고 케이트가 "그것도 전례가 있을 거에요"라 맞받아치는데 〈The Three Doctors〉를 가리키는 말이다.
이전에 나왔던 대사들도 등장한다. 11대 닥터가 3대 닥터의 말버릇인 "양극을 뒤집어봐 (reversing the polarity)"란 대사를 내뱉고 소닉으로 뒤집는데, 11대와 10대가 동시에 뒤집는 헛수고를 해서 웃음을 준다. 각각 다른 조종실을 쓰는 세 닥터에 맞춰 타디스가 조종실을 보정하는 과정에서, 10대 닥터의 타디스 조종실이 잠시 워 닥터의 조종실로 바뀌었다가 이내 11대 닥터의 것으로 바뀐다. 10대 닥터가 11대 닥터의 타디스 조송실을 보고 "내부를 싹 바꿨군! 마음에 안 들어."라는 말을 하는데, 원래는 〈The Three Doctors〉에서 2대 닥터가 3대에게 했던 대사이며 나중에〈The Five Doctors〉와 "Closing Time"에서도 각각 2대와 11대 닥터가 다시 썼다. 워 닥터가 재생성을 하기 전에 한 마지막 대사 중에서 "마른 몸뚱이만 남았어 (wearing a bit thin)"라는 대사가 있는데, 〈The Tenth Planet〉 끝부분에서 1대 닥터가 재생성 전에 했던 마지막 말인 "이 몸은 마른 몸뚱이만 남았다우 (this old body of mine is wearing a bit thin)"를 되새긴 것이다.
작중에서 모멘트 (로즈 타일러)가 타디스의 소리를 "윙윙대는 탄식소리 (wheezing, groaning sound)"라고 묘사하는데, 이는 테런스 딕스가 쓴 소설에서 쓴 표현을 가리키는 것이기도 하다.